# Alice (película de 2022)
Alice es una película policíaca americana de 2022, escrita y dirigida por Krystin Ver Linden, en su debut como directora. La película cuenta con Keke Palmer, Jonny Lee Miller, Common, Gaius Charles y Alicia Witt.
Alice tuvo su premier mundial en el Festival de Cinema de Sundace de 2022 el 23 de enero del 2022, y fue estrenada en los Estados Unidos el 18 de marzo de 2022, con Roadside Attractions y Vertical Entertainment. La película recibió reseñas negativas de los críticos.

## Trama
Alice es esclavizada en una plantación del siglo 19 en Georgia, perteneciente a Paul Bennet. Intentando escapar, Alice corre a través de un gran bosque y emerge en una autopista de Georgia en 1973. Alice conoce a Frank, un conductor de camión que le ayuda a adaptarse a la verdad del periodo del tiempo, y que ha sido engañada toda su vida. Después de leer algunos libros que explican cuándo y cómo otras plantaciones terminaron, y de rastrear a Rachel, la exesposa de su "dueño", es capaz de convencer a Frank sobre la plantación. Inspirada por el personaje de Pam Grier en la película Coffy, Alice persuade a Frank a que la acompañe, para que ella pueda vengarse de Bennet.

## Elenco
- Keke Palmer como Alice
- Jonny Lee Miller como Paul
- Common como Frank
- Gaius Charles como Joseph
- Natasha Yvette Williams como Ruth
- Alicia Witt como Rachel

Además, Madelon Curtis y Jaxon Goldenberg interpretan a la madre y el hijo de Paul, respectivamente.

## Producción
En septiembre de 2019, fue anunciado que Krystin Ver Linden dirigiría y escribiría la película. La publicidad para toda la película afirma que está ''inspirada por los eventos reales de una mujer de servicio en Georgia en los años 1800s que escapa la plantación de 55 acres de su captor para descubrir la impactante realidad que existe más allá de los árboles... es 1973''. Elementos del antecedente de la película están libremente basados en la narrativa de Mae Louise Miller, que escapo de la esclavitud en 1961.
En junio de 2020, Keke Palmer, Common, Jonny Lee Miller y Sinqua Walls se unieron al elenco del film, con Palmer también ejerciendo como productora ejecutiva. En noviembre de 2020, Gaius Charles y Alicia Witt se unieron al elenco de la película.
El rodaje empezó en octubre del 2020 en Savannah, Georgia.

## Estreno
Tuvo su estreno en el Festival de Cinema de Sundace de 2022 el 23 de enero de 2022. Anteriormente, Roadside Attractions y Vertical Entertainment habían adquirido los derechos de distribución de la película.

## Recepción

### Taquilla
En los Estados Unidos y Canadá, la película obtuvo $173,624 dólares de 169 teatros en su primer fin de semana.

### Valoración crítica
En el sitio web de reseñas Rotten Tomatoes, 29% de las reseñas de 70 críticos son positivas, con una media de calificación de 4.8/10. El consenso en el sitio web lee, ''La buena intención de Alice de enfrentarse al racismo tristemente pierde el sentido en muchos niveles, aunque la actuación de Keke Palmer se mantiene como un consistente punto brillante.''
Metacritic, que usa un promedio ponderado, asignó a la película una puntuación de 47 de 100, basado en 19 críticas, indicando ''reseñas mezcladas o regulares''.